# Robert-Jan Derksen
Robert-Jan Derksen (Nijmegen, 3 januari 1974) is een Nederlands profgolfer. Derksen werd in 1996 pro. In zijn carrière heeft hij twee toernooien op de Europese Tour gewonnen.

## Amateur
Derksen begon op zijn veertiende met de golfen op golfbaan Het Rijk van Nijmegen onder leiding van Brian Gee. Op zijn twintigste debuteerde Derksen als amateur op de Europese Tour op de Heineken Dutch Open.

## Professional
In 1997 speelde Derksen op de Aziatische Tour en de Europese Challenge Tour. Aan het eind van hetzelfde jaar behaalde hij voor het eerst zijn tourkaart voor het jaar erop voor de Europese Tour. Na twee jaar verloor hij zijn tourkaart waardoor Derksen de volgende seizoenen voornamelijk actief was op de Europese Challenge Tour. 
In 2003 won Derksen voor het eerst een toernooi op de Europese Tour. Hij pakte de titel in de Dubai Desert Classic. Derksen maakte op de slotdag drie slagen achterstand goed en versloeg de nummer twee van de wereld, Ernie Els uit Zuid-Afrika. Hij verdiende met zijn eindzege 280.000 euro.  
In 2005 won Derksen het Madeira Open, een klein toernooi in de Europese Tour. Hij verdiende 100.000 euro met deze overwinning. Daarna werden er geen overwinningen meer behaald maar wel 2e plaatsen op de Moskou Open (2007) en de BMW Asian Open (2008) en een 3e plaats op de Mallorca Classic.
Op de Europese Tour heeft hij driemaal een hole-in-one gemaakt. Voor twee daarvan ontving hij een prijs, bij de Hongkong Open op de twaalfde hole een goudstaaf ter waarde van 15.000 dollar en bij het Open de France won hij een auto.
Hij heeft besloten dat 2014 zijn laatste seizoen op de Tour zal zijn en nam afscheid bij het KLM Open van 2014.

## Gewonnen

### Europese Tour
- 2003: Dubai Desert Classic
- 2005: Madeira Island Open

### Teams
- World Cup of Golf: 2011

## Order of Merit
Hieronder een overzicht van zijn resultaten op de Order of Merit van de Europese Tour. 
| Jaar | Rang | Prijzengeld | Info                          |
| ---- | ---- | ----------- | ----------------------------- |
| 2002 | 149  | € 88.799    |                               |
| 2003 | 40   | € 547.721   | Dubai Desert Classic gewonnen |
| 2004 | 63   | € 331.216   |                               |
| 2005 | 56   | € 427.871   | Madeira Island Open gewonnen  |
| 2006 | 86   | € 278.977   |                               |
| 2007 | 36   | € 809.313   |                               |
| 2008 | 54   | € 577.074   |                               |
| 2009 | 67   | € 491.337   |                               |
| 2010 | 54   | € 690.480   |                               |
| 2011 | 79   | € 395.504   |                               |
| 2012 | 105  | € 223.319   |                               |
| 2013 | 74   | € 411.959   |                               |